# 世界客家博覽會
世界客家博覽會是全球首次以客家文化為主題的博覽會，於2023年8月11日至10月15日在桃園市舉行，由中華民國客家委員會和桃園市政府共同主辦，主題是反映客家移民在全球各地的在地化及多樣化經驗。

## 爭議

### 展區遺漏嘉義展區
台灣館展出14縣市，嘉義縣、嘉義市有數萬名客家人口，然此次博覽會的雲嘉南共同生活圈僅包含台南、雲林，不含嘉義展區。嘉義縣、市客家文化協會認為受到忽略。桃園市府承辦單位解釋，展區依客家委員會指定的14個重點發展縣市為主，不含嘉義縣市。